# Лёф, Эфросин
Эфросин Лёф (швед. Euphrosyne Löf; 1772, Стокгольм ― 1 июля 1828, там же) ― шведская балерина и актриса. Была любовницей шведского принца Фредерика Адольфа с 1795 по 1800 год. 

## Биография
Эфросин Лёф была дочерью Йохана Готтфрида Лёфа, сервировщика банкетного стола при королевском дворе, и Катарины Шарлотты Сталхаммар. Как и семеро сестёр, среди которых была известная актриса Фредерика Лёвен, Эфросин в юности стала дамой полусвета, пользуясь популярностью у мужчин высшего класса общества

### Театральная карьера
Эфросин успешно дебютировала в Королевском драматическом театре в 1791 году. Также принимала участие в балетных постановках в Королевской опере. Она стала одной из первых шведских актрис, которые выступали в брючной роли: в 1794 году она и Инга Эберг исполнили две главные роли в пьесе Кегеля «Два лакея» ― роль Августа и Теодора. При этом, для сравнения, точно известно, что первым шведским актёром, выступившим в женской роли, был Кьелл Уолтман в 1781 году. Хотя ещё ранее, в 1686–1691 годах, в Швеции была группа актёров из студентов, которые также должны были исполнять женские роли. Эфросин отметилась в пьесе «Ифигения в Авлиде» Глюка, где сыграла роль Мерты Банер, а также исполнила роль Эббы Браге в пьесе «Густав Адольф и Эбба Браге», которую написал Густав III.

### Королевская любовница
В 1793 году она стала любовницей принца Карла, который на тот момент был регентом при малолетнем племяннике-короле. Считалось, что именно Лёф повлияла на его решение запретить кофе и ношение шёлка. Она стала любовницей принца Фредрика Адольфа после того, как его отношения с Софи Хагман закончились в 1795 году. В обществе она пользовалась дурной репутацией «блудницы, которая продавала себя всем желающим». По слухам, именно она заразила принца венерической болезнью. 
В 1800 году Фредерик прекратил с ней отношения из-за её «дурного поведения» и выплачивал ей пансион, пока та не вступила в новые официальные отношения. Вероятно, Фредерик мог прекратить их отношения по той причине, что у Лёф появился новый любовник.

### Поздние годы
Лёф прожила остаток своей жизни в комфорте. В своём завещании она оставила свое состояние трём сёстрам: баронессе Ловизе фон Штединк, Саре «в России» и Софии «в Сёдертелье».